# Julia Becker (Fußballspielerin)
Julia Becker (* 30. April 1994 in Neu-Ulm) ist eine deutsche Fußballspielerin.

## Karriere
Becker startete ihre Karriere 2002 in der D-Jugend des ASV Hagsfeld. Im Sommer 2010 rückte sie 16-jährig in die erste Mannschaft auf und feierte 16-jährig am 12. September 2010 ihr Seniordebüt in der Regionalliga Süd gegen den VfL Sindelfingen II. Es folgten in der Saison 12 weitere Einsätze, bevor die Mannschaft in die Oberliga Baden-Württemberg abstieg. Becker blieb dem Verein nach dem Abstieg noch zwei Jahre treu, bevor sie im Sommer 2013 zum VfL Sindelfingen zurückkehrte. Am 30. Oktober 2013 wurde sie von Niko Koutroubis erstmals für ein Bundesligaspiel nominiert, so konnte sie im Spiel gegen den 1. FFC Frankfurt am 2. November 2013 ihr Bundesliga-Debüt feiern.